# Großer Kaserer
Der Große Kaserer ist ein 3263 m ü. A. hoher Berg in den Zillertaler Alpen im österreichischen Bundesland Tirol. 
Im Volksmund wird er vereinfacht als Haserer bezeichnet. Er ist Teil der Kaserer-Berggruppe, die weiterhin aus dem Falschen Kaserer sowie dem Kleinen Kaserer besteht, letzterer heißt auch kurz nur Kaserer.

## Lage
Der Große Kaserer befindet sich auf dem Hintertuxer Gletscher und ist – bis auf ein wenig Fels – an seiner Ostseite vergletschert. Im Westen fällt er recht steil über den Wildlahnerferner ins Schmirntal ab.

## Stützpunkte und Routen
Wie der Kleine Kaserer ist auch dieser Berg ein einfacher Dreitausender, der bis auf ein wenig Blockkletterei (Schwierigkeitsgrad UIAA I) auf seiner Ostseite leicht zu besteigen ist. Die Aussicht ist durch seine thronartige Position über dem Hintertuxer Gletscher sehr gut, auch wenn der Blick in den Süden durch den benachbarten Olperer behindert wird. Im Winter führt ein Skilift bis kurz unterhalb des Gipfels.
- Von der Bergstation der Hintertuxer-Gletscher-Gondelbahn aus geht man über den Gletscher etwas nördlich der Wildlahnerscharte und von dort aus wenige Höhenmeter über Blockwerk wandernd bis leicht kletternd (Schwierigkeitsgrad UIAA I) auf den Gipfel.
- Vom Schmirntal aus ist er ein mäßig schwieriges Kletterziel mit Überquerung des verspalteten Wildlahnerferners und Felskletterei. Über einen schroffen Grat ist der Große Kaserer mit dem etwas kleineren Falschen Kaserer (3254 m ü. A.) verbunden, der nur vom Schmirntal aus als Berg erkennbar ist, da er in Wirklichkeit lediglich eine kleine Erhebung oberhalb der Wildlahnerscharte ist.
- Die Überschreitung zum Kleinen Kaserer ist ebenfalls hochalpin.